# Exoprosopa pictillipennis
Exoprosopa pictillipennis är en tvåvingeart som beskrevs av Austen 1936. Exoprosopa pictillipennis ingår i släktet Exoprosopa och familjen svävflugor.
Artens utbredningsområde är Algeriet. Inga underarter finns listade i Catalogue of Life.